# 時の車輪
『時の車輪』（ときのしゃりん、The Wheel of Time）は、ロバート・ジョーダン著の長編ファンタジー小説シリーズである。

## 概要
14部で完結している。ジョーダン存命中には第11部までが刊行されており、第12部『A Memory of Light』で完結予定だったが、2007年9月16日にジョーダンが逝去した。そのため、第12部はジョーダンの遺した原稿・草稿などを元にブランドン・サンダースンにより執筆されることとなった。
第12部『A Memory of Light』は1巻で刊行が予定されていたが、執筆者と出版社との合意により3巻に分割して出版することとなり、『飛竜雷天』(The Gathering Storm)は2009年10月に、『Towers of Midnight』は2010年11月に、最終巻『A Memory of Light』は2013年1月に出版された。
日本ではハヤカワ文庫FTより刊行されている。翻訳は斉藤伯好、のちに月岡小穂。表紙および挿絵は加藤俊章。1巻の本を文庫で分冊されて出版されている。2021年8月時点で、シリーズ最後の2巻だけが未訳である。
本シリーズはヨーロッパおよびアジアの神話から多くの要素を借りており、とくにヒンドゥー教と仏教から時間の円環性を、道教からは二元論を、そしてキリスト教からは創造神と破壊神の観念をとりいれている。また、レフ・トルストイの『戦争と平和』の影響も見られる。
本作品の特徴は、その長さ、想像上の世界の詳細、丹念に考えられた魔法の体系、そして登場人物の多さである。第8巻から第14巻まではニューヨークタイムズのベストセラーのハードカバー部門一位に輝いている。世界中でシリーズ累計8000万部を売り上げている。

## 背景
本シリーズの架空の神話においては、かつて〈創造主〉として知られる神性が全界と〈時の車輪〉を作りだした。〈車輪〉には7つの車軸があり、それぞれが一つの時代に対応する。〈男性源〉と〈女性源〉に分かれる〈万物源〉から流れ出る〈絶対力〉のもとで車輪は巡る。〈絶対力〉をふるえる者は〈異能者〉(アエズ・セダーイ)と呼ばれる。
〈創造主〉は、〈闇王〉とも呼ばれる敵シャイ・タンを創造の瞬間に牢に閉じ込めた。だが、〈伝説の時代〉あるいは〈第二紀〉とも呼ばれる時代に、ある〈異能者〉の実験の結果、〈闇王〉の力が部分的に世界に漏れ出した。〈闇王〉は美しく、強力で、野心にあふれた者たちを味方につけ、彼ら闇の勢力は〈闇王〉を牢から解き放とうとした。その引き換えに、〈闇王〉は力と不死を約束した。だが闇の勢力の中にも、〈闇王〉を解き放つことは〈時の車輪〉の崩壊と存在そのものの否定となると恐れるものもいた。
この脅威に対して、〈車輪〉は光の代表として〈竜王〉ルーズ・セリン・テラモンをこの世に生み出した。全界を巻きこむ戦争ののち、〈竜王〉は男性〈異能者〉からなる百人部隊を結成して〈闇王〉を牢獄に封じ込めた。だが〈闇王〉が〈男性源〉を汚したため、〈絶対力〉をふるう男性たちは狂気に襲われ、世界は地震と津波によって破壊された。これを〈全界崩壊〉と呼ぶ。
この狂気の中で〈竜王〉はすべての友と親族を殺し、“親族殺しのテラモン”と呼ばれることになった。〈闇王〉に使える者の長であったイシュマエルによって束の間正気を取り戻し、〈竜王〉は自分が何をしてしまったのかを理解した。悲しみのうちに自らの能力を超えた〈絶対力〉を〈万物源〉から引き出して自殺を図った。
残された男性の〈異能者〉は死ぬか〈万物源〉から切り離された。世界は姿を変え、人々は故郷を離れることを余儀なくされ、文明は崩壊した。今や女性だけが〈万物源〉から〈絶対力〉を引き出すことが可能となった。この女性の〈異能者〉たちは暗黒の時代に人々を導き社会を再建した。絶対力をふるえる男たちは、いずれ狂気に陥るために恐怖の的となり、竜も呪われた存在となった。女性の〈異能者〉の中には、そのような男たちを探し出し、〈絶対源〉から切り離すことを使命とするものが現れた。これは3500年ほど前の出来事である。
その後は文明の興亡を繰り返した。多くの国と文明が興隆し、滅亡した。二つの歴史上の出来事が全ての文明に影響を与えた。最初のものは〈トロローク戦争〉と呼ばれる。闇の勢力が文明を破壊しようとしたが、〈異能者〉に指導された国家間の同盟によって終結した。第二のものは鷹羽王アートゥルにより治められた大陸全体にわたる帝国が崩壊した後の内戦であった。
これらの戦争のため、人類は伝説の時代の力と技術を再び手にすることはなく、統一されることもなかった。〈異能者〉の権威も数も減じ、あらゆる〈絶対力〉を敵視する〈光の子〉のような組織も生まれた。
物語の40年ほど前、マルキア王国が闇との戦いに敗れ、〈大荒廃地〉に呑み込まれた。
また20年ほど前には〈アイール戦争〉が勃発した。西方の王からの恥辱に怒った戦士部族のアイール人たちが国境を超え、西方の王国間の同盟と戦ったものである。突如としてアイール人たちはアイール荒地に戻ったが、これはアイール人が敗北したとも、あるいは復讐を果たしたためであるともいわれる。
いずれ〈闇王〉が牢から自由になり、〈竜王〉が再来し、世界を救うために再び世界を崩壊させると言う予言のもとで人々は生きる。

## あらすじ
シリーズの前日譚である『新たなる春』では、アイール戦争の間に〈竜王〉が再来するという予言が成就したことを〈異能者〉が発見している。若き日のモイレインを含む〈異能者〉たちが、生まれたばかりのその子を闇の手先より先に見つけようと派遣される。
20年後、アンドール国のほとんど忘れ去られた一角にあるトゥーリバーズでシリーズは始まる。闇の手先がある若者を探していることを密かに知り、〈異能者〉モイレインとその〈護衛士〉ランがエモンズフィールド村に謎の訪問をする。モイレインはランド・アル=ソア、マット・コーソン、ペリン・アイバラのうち誰が〈竜王〉の再来なのかを決めかね、三人全員とその友人のエグウェーン・アル=ヴィアを村から連れ出す。村の異例なほど若い〈賢女〉であるナイニーブ・アル＝メアラは後に合流する。男たちは何故モイレインが二人の女性を伴ったのか訝るが、やがて二人が〈異能者〉の素質を持つことを知る。謎にみちた吟遊詩人トム・メリリンもまた旅を共にする。第一部は、旅の一行が闇の手先から逃げて〈異能者〉の都であるタール・ヴァローンへと脱出することを描く。
その後は、中心人物たちが散り散りとなって、闇との戦いのために個々の使命を追求することになる。闇の勢力に対抗して西方の諸国を団結させようとするが、その権力を手放そうとしない支配者たちとの軋轢を生み、またあらゆる予言を信じようとしない〈光の子〉や、鷹羽王アーテゥルの海を渡った子孫であるショーンチャン人の帰還によって妨げられる。〈異能者〉たちも、前の指導者シウアン・サンチェを退位させ、新指導者としてエライダを選んだことにより、分裂する。物語が進むにつれ、新たな登場人物が加わり、〈最後の戦い〉(ターモン・ガイドン)が避けられないことが明らかになる。

### 最後の戦い
〈最後の戦い〉が来ることが予言され恐れられている。これは闇と光の戦いである。もしも闇が勝てば、〈時の車輪〉は壊される。光が勝ったとしても、戦いの結果は〈全界の崩壊〉と並ぶ大惨事を引き起こすと恐れられている。
物語が進むにつれ、ランド・アル=ソアの死が〈最後の戦い〉を避けることになると信じる者たちや、ランドを確保することが戦いを勝つことにつながると信じて、彼を捕えようとする者たちが現れる。〈闇セダーイ〉の中には、ランドが〈最後の戦い〉に姿を現すことが〈闇王〉の勝利につながると考え、ランドの命を守ろうとするものも現れる。

### 絶対力
少数の人間は、〈万物源〉から〈絶対力〉を引き出すことが出来る。〈万物源〉は、〈男性源〉と〈女性源〉に分かれ、男性は前者、女性は後者から〈絶対力〉を引きだすことができる。女性の〈異能者〉はサークルを作り〈絶対力〉を強めることが出来る。だが男性の〈異能者〉の介在なしには、その数は13人に限られる。
シリーズの初期においては、3500年前に〈男性源〉が〈闇王〉によって汚されており、これに触れる男性の〈異能者〉はいずれ狂気に冒され死ぬ運命にあった。このために、女性の〈異能者〉たちは彼らを捜し出し追いつめて、〈万物源〉から切り離す“飼いならし”を行うか、あるいは殺すことになる。

## 主要な登場人物

### 中心人物
ランド・アル＝ソア（Rand al'Thor）
主人公。〈歴史の織り人〉。〈アイール戦争〉に従軍した父親タムに拾われてエモンズフィールド村で育つ。〈竜王〉テラモンの再来にして〈夜明けとともに訪れる男〉。最も強力な〈絶対力〉をふるう。いくつかの王国を支配下に置き、〈男性源〉の汚染を除いて男性の〈異能者〉が狂気に陥ることを無くす。
マトリム（マット）・コーソン（Matrim Cauthon）
〈歴史の織り人〉。〈角笛の吹き手〉。ランド・アル＝ソアの幼馴染。ギャンブルの才能を持つ。
ペリン・エイバラ（Perrin t'Bashere Aybara）
〈歴史の織り人〉。〈金目の将軍〉。ランド・アル＝ソアの幼馴染。オオカミと意思疎通する力を持つ。元鍛冶屋の徒弟。
エグウェーン・アル=ヴィア（Egwene al'Vere）
〈異能者〉。ランド・アル＝ソアの幼馴染。エモンズフィールドの村長の娘。
エレイン（Elayne Trakand）
〈異能者〉。アンドール王国の女王モーゲイズの娘で、第一王位継承者。
ナイニーヴ・アル＝メアラ（el'Nynaeve Mandragoran）
〈異能者〉。エモンズフィールド村の元・〈賢女〉。ランと結婚する。

### 周辺人物
アビエンダ（Aviendha）
アイール人で〈槍の乙女〉の美女。〈賢者〉となる。
ヴェリン　(Verin)
〈茶アジャ〉の〈異能者〉。
エギアニン (Egeanin)
ショーンチャン人。後にレイルウィン(Leilwin)と名乗る。
オルバー (Olver)
孤児。マットにつき従う。
カドスアン (Cadsuane)
最長老の〈緑アジャ〉の〈異能者〉。
ガラド・ダモドレッド (Galad Damodred)
エレイン・トラカンドとガーウィン・トラカンドの母親違いの兄弟。ランド・アル＝ソアの父親違いの兄弟でもある。〈光の子〉に加わる。
ガレス・ブリン (Gareth Bryne)
アンドール王国軍総大将の、ちにタール・ヴァロン軍の総大将。
ガーウィン・トラカンド (Gawin Trakand)
エレイン・トラカンドの兄。アンドール王国の女王モーゲイズの息子。
シウアン・サンチェ (Siuan Sanche)
かつてアミルリン位にあった〈異能者〉。退位させられて封じ込めを受けた後、弱い〈絶対力〉を取り戻す。ガレス・ブリンと〈護衛士〉の絆を結ぶ。
デブラム・バシーア (Devram Bashere)
サルダエアの将軍であり、サルダエアのテノビア女王の叔父。
ファイール・バシーア (Faile Bashere)
デブラム・バシーアの娘。ペリン・アイバラの妻。
テュオン (Tuon)
ショーンチャンの王女。〈九つの月〉の娘。
トム・メリリン (Thom Merilyn)
吟遊詩人。
ビルギッテ (Birgitte)
伝説の英雄の一人で弓の名手の女性。アンドール王国軍総大将。エレイン・トラカンドの〈護衛士〉。
マツリム・テイム (Mazrim Taim)
〈黒い塔〉の〈聖竜士〉たちの指導者。男性の〈異能者〉。後には総領(M'Hael、ム=ハエル)と名乗る。
ミン（Elmindreda Farshaw）
他人のオーラからその人の歴史模様を読み取る能力を持つ娘。
モイレイン（Moiraine Damodred）
〈青アジャ〉の〈異能者〉。〈護衛士〉はラン。ランフィアと争って死亡する。
ラン・マンドラゴラン(Lan Mandragoran)
滅亡したマルキア王国の王子。モイレインの〈護衛士〉であったがその死後はナイニーブと結婚する。
ルーズ・セリン・テラモン（Lews Therin Telamon）
主人公の前世。〈異能者〉。「親族殺しの竜王テラモン」と言われる。ランド・アル＝ソアの心にしばしば話しかける。
ロイアル (Loial)
オジールの若者。いつの日か本を書くために〈歴史の織り人〉の周辺の出来事の記録を取る。
ロゲイン (Logain)
かつての偽の〈竜王〉。男性の〈異能者〉。一度は〈白い塔〉に飼いならされたが〈絶対力〉を取り戻す。

### 主人公の敵
アズモディアン　(Asmodean)
〈闇セダーイ〉。ランド・アル=ソアに一時協力する。
イシャマエル (Ishamael)
〈闇セダーイ〉。かつての名はエラン。闇王によってよみがえった後はモリディンと名乗る。
グラエンダル (Graendal)
〈闇セダーイ〉。
サマエル (Sammael)
〈闇セダーイ〉。
セミラーゲ (Semhirage)
〈闇セダーイ〉。
デマンドレッド (Demandred)
〈闇セダーイ〉。
モゲーディエン (Moghedien)
〈闇セダーイ〉。一度はナイニーブとエレインに捕えられて種々の知識を伝えることを強制された。
ランフィア (Lanfear)
〈闇セダーイ〉。かつてはルーズ・セリン・テラモンの愛人であった。
ラーヴィン (Rahvin)
〈闇セダーイ〉。一時はアンドール王国の女王モーゲイズの愛人であった。

## 作品リスト
- 第1部 竜王伝説 (The Eye of the World)　（2021年10月には上中下3巻で再刊予定である)
  1. 妖獣あらわる!
  2. 魔の城塞都市
  3. 金の瞳の狼
  4. 闇の追撃
  5. 竜王めざめる

- 第2部 聖竜戦記 (The Great Hunt)
  1. 闇の予言
  2. 異世界への扉
  3. 異能者の都
  4. 大いなる勝負
  5. 復活の角笛
- 第3部 神竜光臨 (The Dragon Reborn)
  1. 魔人襲来!
  2. 白き狩人
  3. 夢幻世界へ
  4. 闇の妖犬
  5. 神剣カランドア
- 第4部 竜魔大戦 (The Shadow Rising)
  1. 忍びよる闇
  2. 石城は陥落せず!
  3. それぞれの旅立ち
  4. 聖都ルイディーン
  5. 狼の帰郷
  6. 闇が巣くう街
  7. 白い塔の叛乱
  8. 聖都炎上!
- 第5部 竜王戴冠 (The Fires of Heaven)
  1. 選ばれし者たち
  2. 〈竜王の壁〉を越えて
  3. 旅の大道芸人
  4. 青アジャの砦
  5. 勇者ビルギッテ
  6. ケーリエン攻防戦
  7. 旅路の果て
  8. 竜王の旗のもとに
- 第6部 黒竜戦史 (Lord of Chaos)
  1. 偽の竜王
  2. 闇の密議
  3. 白マントの野望
  4. 太陽の宮殿
  5. 白い塔の使節
  6. 新アミルリン位誕生
  7. 黒い塔の戦士
  8. 竜王奪還
- 第7部 昇竜剣舞 (A Crown of Swords)
  1. 金色の夜明け
  2. 反逆の代償
  3. 戦士の帰還
  4. 伝説の異能者
  5. 光の要塞陥落
  6. 識女の秘密
  7. 剣の王冠
- 第8部 竜騎争乱 (The Path of Daggers)
  1. 嵐の来襲
  2. 金の瞳の密使
  3. 氷上の盟約
  4. 精鋭たちの召還
  5. 竜王軍の逆襲
- 第9部 闘竜戴天 (Winter's Heart)
  1. 黒アジャ捜索
  2. 偽りの英雄
  3. 九つの月の予言
  4. 消えた聖竜士
  5. シャダー・ロゴス崩壊
- 第10部 幻竜秘録 (Crossroads of Twilight)
  1. エバウ・ダー脱出
  2. 闇の狩猟
  3. 王国の盟主
  4. 二つの〈塔〉の策謀
  5. 黄昏の十字路
- 第11部 竜神飛翔 (Knife of Dreams)
  1. 闇王の魔手
  2. 狼の誓い
  3. 王都シームリンの攻防
  4. 黄金のツルは飛び立つ
  5. 〈赤手〉軍出撃!
  6. 夢のナイフ
- 第12部　飛竜雷天 (The Gathering Storm)
  - 上巻 雷雲の到来
  - 下巻 光の集結
- 第13部 The Towers of Midnight（日本語未訳）
- 第14部 A Memory of Light（日本語未訳）
- 外伝　新たなる春 - 始まりの書 (New Spring) 上下巻

## ドラマ化
2018年10月、Amazonビデオで『ホイール・オブ・タイム』のTVシリーズ化が決定したと発表された。2019年秋には撮影が開始された。2021年11月19日から配信されている。シーズン1配信前からシーズン2の製作が決定しており、シーズン2は2023年9月1日から配信された。さらに、2022年7月には第3シーズンの製作も決定し、2025年3月から配信されている。

## 参照
1. ↑  Gary Collinson (2016年5月1日). “The Wheel of Time heading to the small screen”. Flickering Myth. 2016年6月19日閲覧。
2. ↑  Liptak, Andrew (2018年10月2日). “Amazon has greenlit an adaptation of Robert Jordan’s fantasy epic The Wheel of Time”. The Verge. 2018年10月2日閲覧。
3. ↑  “Amazon's 'The Wheel of Time' to Premiere in November - See First Poster Here (Photo)”. The Wrap. 2021年7月24日閲覧。
4. ↑  White, Peter (2021年5月20日). “The Wheel Of Time Renewed For Season 2 By Amazon Ahead Of Launch”. Deadline Hollywood. 2021年5月20日時点のオリジナルよりアーカイブ。2021年5月20日閲覧。
5. ↑  Mitovich, Matt Webb (2023年5月24日). “Wheel of Time Season 2 Finally Gets Release Date, Plus 8 New Photos”. TVLine. 2023年5月24日閲覧。
6. ↑  White, Peter (2022年7月21日). “‘The Wheel Of Time’ Renewed For Season 3 At Amazon”. Deadline. 2022年7月27日閲覧。